# Oberpfraundorf
Oberpfraundorf (bis 1933 Pfraundorf) ist ein Gemeindeteil des Marktes Beratzhausen im Landkreis Regensburg (Oberpfalz, Bayern). Das Pfarrdorf Oberpfraundorf war bis 1978 Sitz der gleichnamigen Gemeinde.

## Geschichte
Die katholische Pfarr- und ehemalige Schlosskirche St. Martin stammt aus dem dritten Viertel des 12. Jahrhunderts. Oberpfraundorf war Teil der Herrschaft Ehrenfels, die 1568 dem Fürstentum Pfalz-Neuburg einverleibt wurde. 1777 wurde der Ort bayerisch.  Die Gemeinde Oberpfraundorf entstand mit dem bayerischen Gemeindeedikt#Zweites_Gemeindeedikt von 1818. Sie umfasste die Orte Oberpfraundorf, Grünschlag, Schrotzhofen und Unterpfraundorf. Am 1. Januar 1978 wurden die Gemeinden Oberpfraundorf und auch Schwarzenthonhausen im Zuge der Gemeindegebietsreform nach Beratzhausen eingegliedert.

## Sehenswürdigkeiten
In der Liste der Baudenkmäler ist die katholische Pfarr- und ehemalige Schlosskirche St. Martin aufgeführt. Darunter die Spuren von Vorgängerbauten bzw. älteren Bauphasen der Kirche sowie des abgegangenen Schlosses, zuvor mittelalterliche Burg.